# Выбивалка для ковров

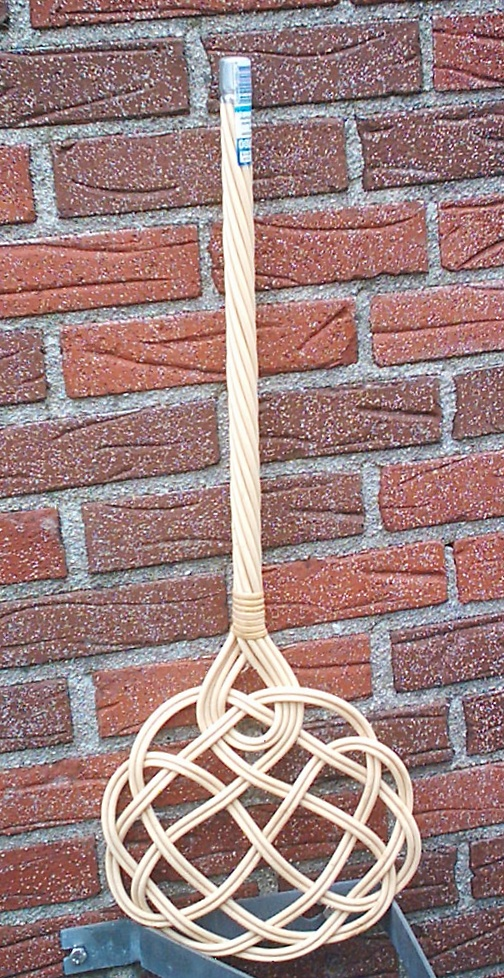
Выбивалка для ковров

Выбивалка для ковров, иногда хлопушка для ковров или пылевыбивалка — предмет домашнего обихода, предназначенный для чистки ковров. Выбивалка напоминает по форме теннисную ракетку и изготавливается из твёрдого пластика, металла или плетёного ротанга. Пыль из ковра выбивают на улице, а не в жилом помещении, поэтому во время домашней уборки эта работа, требующая значительных физических усилий, обычно делегируется мужчинам.
Краткая энциклопедия домашнего хозяйства 1960 года рекомендует для чистки ковров хлопушки из кожаных полос или плетёные и предписывает удалять ими пыль и грязь с ковров с изнанки, повесив ковёр во избежание его повреждения не на забор или натянутую бельевую верёвку, а на специальную перекладину. Зимой ковры для чистки рекомендуется положить ворсом на чистый снег и выбивать гибкой лозой или прутковым веником. Несмотря на распространение пылесосов, в том числе и с функцией выбивания пыли, обычная пластиковая или ротанговая выбивалка для ковров продолжает использоваться для выбивания ковра с длинным ворсом.